# Atypisk depression
Atypisk depression definieras i DSM 5 som en depression där personens stämningsläge förbättras tillfälligt som reaktion på positiva händelser. Under en två veckorsperiod ska även två ytterligare symtom förekomma: Ökad aptit, viktuppgång, ökat sömnbehov, tyngdkänsla i armar och ben eller ett långvarigt mönster av att känna sig avvisad av andra relaterat till en signifikant funktionsnedsättning socialt eller i arbetslivet. Symtom som vid egentlig depression, exempelvis koncentrationssvårigheter och minnesstörningar, kan förekomma efter en längre tids sjukdom. 